# Kartell deutscher und österreichischer Rad- und Motorfahrer-Verbände
Das Kartell deutscher und österreichischer Rad- und Motorfahrer-Verbände (DOeK) wurde 1898 als Kartell deutscher und österreichischer Radfahrer-Verbände in Koburg gegründet. 1903 wurde der Name des Kartells um Motorfahrer erweitert.
Der 7. Delegiertentag fand 1904 in Leipzig statt. 1905 tagten die Delegierten erneut in Coburg.

## Mitgliedsverbände
- Verband zur Wahrung der Interessen der bayerischen Radfahrer
- Schutzverband deutscher Radfahrer
- Schutzverbände der Radfahrer in Berlin, Köln, Braunschweig, Werdau/Sachsen
- Bund deutscher Herrenfahrer Verbände Österreichs
- Schwarzwälder Radfahrer-Verband
- Sächsischer Radfahrer-Bund ab 1902
- Arbeiter-Radfahrer-Verband „Solidarität“ ab 1903[4]

## Zeitungen
- Deutscher Rad- und Motorfahrer: amtl. Zeitung d. DOeK (Kartell Dt. u. Österr. Rad- u. Motorfahrer-Verbände), d. KDW (Kartell Dt. Wanderfahrer) u. d. DMV (Dt. Motorradfahrer-Vereinigung), 1903.[5]
- Sächsische Rad- und Motorfahrer-Zeitung: Organ für Rad- und Motorfahrer und Automobilisten; offizielle Zeitung des Sächsischen Radfahrer-Bundes und des Kartelles deutscher und österreichischer Rad- und Motorfahrer-Verbände im Königreich Sachsen.[6][7]